# XVII. Armeekorps (Wehrmacht)
Das XVII. Armeekorps war ein Großverband der deutschen Wehrmacht, welchem neben Korpstruppen mehrere Divisionen unterstellt waren. Es wurde beim Überfall auf Polen, im Westfeldzug sowie im Krieg gegen die Sowjetunion eingesetzt.

## Aufstellung und Einsätze
Das XVII. Armeekorps wurde am 1. April 1938 nach dem Anschluss Österreichs in Wien aufgestellt.

### 1939/40
Bei Kriegsbeginn im September 1939 wurde das Korps beim Angriffskrieg gegen Polen unter Führung des Generals der Infanterie Werner Kienitz der 14. Armee (Generaloberst Wilhelm List) mit der unterstellten 44. und 45. Infanterie-Division in Südpolen zugeteilt. Das Korps ging aus dem Raum Teschen gemeinsam mit dem VIII. Armeekorps nördlich der Weichsel über Pless auf Krakau vor. Es beteiligte sich danach am Angriff des XVIII. Armeekorps (General Eugen Beyer) auf Lemberg, der den Feldzug abschloss. Zwischen dem 11. und 13. November 1939 erfolgte die Verlegung des Generalkommandos nach Frankreich und ab Januar 1940 dessen Unterstellung als Reserve im Abschnitt der 2. Armee. Während der zweiten Phase des Westfeldzuges stand das XVII. Armeekorps im Juni 1940 im Verband der 12. Armee und wurde beim Angriff über die Aisne eingesetzt.

### 1941
Beim Angriff auf die Sowjetunion ab 22. Juni 1941 bildete das im Raum Chelm konzentrierte Korps mit der unterstellten 56. und 62. Infanterie-Division den nördlichen Flügel der 6. Armee (Generaloberst von Walter von Reichenau) und ging im Kampf mit dem sowjetischen 15. Schützenkorps (General Fedjuninski) über den westlichen Bug über Ljuboml auf Kowel vor. Nach dem weiteren Vorgehen auf Sarny wurde Mitte Juli der Slutsch, ein Nebenfluss der Horyn erreicht. Anfang August erfolgte zusammen mit dem LI. Armeekorps (General der Infanterie Reinhard) der Vorstoß über Bilka auf Korosten. Für den Angriff auf die Nordfront von Kiew wurde das XVII. Armeekorps zum Teterew-Abschnitt umgruppiert und erhielt neben der 296. und 298. auch die 44. Infanterie-Division neu unterstellt. Im Zusammenwirken mit dem südlicher angesetzten XXIX. Armeekorps (General der Infanterie Obstfelder) und anderen Truppenteilen wurde Kiew bis 20. September 1941 erobert und westlich Pirjatin starke Sowjetverbände eingeschlossen. Während des Angriffes des LV. Armeekorps im Raum Charkow bildete das Korps am 29. Oktober bei Stary Saltow einen östlichen Brückenkopf am Donez. Danach ging das Korps mit der unterstellten 79. und 294. Infanterie-Division  zwischen Murom bis Belgorod am Donez in den Stellungskrieg über.

### 1942
Seit 23. Januar 1942 war General der Infanterie Karl-Adolf Hollidt Kommandierender General des XVII. Armeekorps. Ab dem 12. Mai 1942 leistete das Korps während der deutschen Gegenoffensive bei Charkow die Abwehr gegen die bei Woltschansk nach Westen durchgebrochene 38. Sowjetarmee unter General Moskalenko und nahm im Juli 1942 an der deutschen Sommer-Offensive „Fall Blau“ teil. Nach dem Vormarsch zum Don etablierte sich das Korps als linker Flügel der 6. Armee (Generaloberst Paulus) zwischen Kasanskaja und Jelanskaja und stützte die westlicher am Don eingeschobene rumänische 3. Armee (Generaloberst Dumitrescu). Während des sowjetischen Durchbruches am 19. November 1942 über den Don bei Serafimowitsch entgingen die dem Korps unterstellte 62. und 387. Infanterie-Division der feindlichen Einschließung im Kessel von Stalingrad.

### 1943
Vom Dezember 1942 bis April 1943 wurde der Stab des Korps auch als Armeegruppe Hollidt (ab Januar 1943 Armeeabteilung Hollidt) bezeichnet und führte mit der unterstellten 62., 294. und 302. Infanterie-Division Abwehrkämpfe am Tschir und Rückzugskämpfe zum Donez. Nach weiteren Abwehrschlachten am Mius-Abschnitt wurde im März 1943 aus dem Stab der Armeeabteilung Hollidt die neue 6. Armee gebildet.
Während der Donez-Mius-Offensive trat die sowjetische Südfront am 17. Juli zum Angriff an. Die 5. Stoßarmee und die 28. Armee überquerten den Mius im Bereich des XVII. Armeekorps, dem die 294., 306. und 302. Infanterie-Division unterstellt waren. Es gelang den sowjetischen Truppen zwischen Stepanowka und Marinowka einen Brückenkopf zu errichten. Nach dem Rückzug zum Dnjepr rang das XVII. Korps im September 1943 unter Führung des Generals der Artillerie Erich Brandenberger zusammen mit dem XXXX. Panzerkorps (General Sigfrid Henrici) im Brückenkopf von Saporischschja. Im Dezember 1943 waren dem Korps die Kampfgruppe 294., die 123. und 125. Infanterie-Division zugeteilt.

### 1944
Zur Jahreswende 1943 bis zum Februar 1944 kämpfte das Korps mit der unterstellten 79., 294. und 306. Infanteriedivision unter Führung des Generals der Gebirgstruppen Hans Kreysing zusammen mit dem IV. Armeekorps (General der Infanterie Mieth) im Dnjepr-Brückenkopf von Nikopol. Im April und Mai 1944, während der verlustreichen Rückzugskämpfe durch Bessarabien, stand das Korps vorübergehend im Verband der rumänischen 4. Armee, das Generalkommando wurde im Juni 1944 herausgezogen und in die Bukowina verlegt und dort der 8. Armee (Generaloberst Wöhler) unterstellt. Im Raum Radautz – Kimpolung übernahm das XVII. Armeekorps danach mit der 8. Jäger-Division und der 3. Gebirgs-Division die Sicherung der Karpatenpässe östlich Maramaros Sziget. Nach der neuerlichen Vernichtung der deutschen 6. Armee im Raum Jassy war das Halten des Raumes Vatra Dornei nicht mehr möglich. Das XVII. Armeekorps musste sich während der Debrecener Operation Mitte Oktober 1944 über Szathmar Nemeti durch Nordungarn auf die Linie Csap–Tokaj zurückkämpfen. Im November sicherte das Korps den Theiß-Abschnitt bei Tokaj und Miskolc.

### 1945
Am 28. Dezember 1944 übernahm General der Pioniere Otto Tiemann die Führung des Korps, das während der Westkarpatischen Operation (Januar 1945) nominell der ungarischen 1. Armee (General László) unterstellt war.
Im Februar 1945 wurde das XVII. Armee-Korps aus den Karpaten nach Schlesien verlegt, um im Verband der 17. Armee (General der Infanterie Friedrich Schulz) an der Linie Strehlen–Schweidnitz das Eulengebirge zu decken. Im Mai 1945 wurden die Reste das Korps im Raum Gitschin von den Sowjets eingekesselt und gingen in Kriegsgefangenschaft.

## Unterstellungen
- 14. Armee September 1939
- 12. Armee Juni 1940
- 18. Armee Juli 1940
- 12. Armee September 1940
- 17. Armee Januar 1941
- 6. Armee Mai 1941
- Armeeabteilung Hollidt Dezember 1942
- 6. Armee April 1943
- 1. Panzerarmee Oktober 1943
- 6. Armee Januar 1944
- rumänische 4. Armee Mai 1944
- 8. Armee August 1944
- ungarische 1. Armee Dezember 1944
- 17. Armee Februar 1945

## Befehlshaber
Kommandierende Generale
- General der Infanterie Werner Kienitz 1. April 1939 – 23. Januar 1942
- Generaloberst Karl-Adolf Hollidt 23. Januar 1942 – 2. April 1942
- Generaloberst Karl Strecker 2. April 1942 – 6. Mai 1942
- Generaloberst Karl-Adolf Hollidt 6. Mai 1942 – 7. Dezember 1942
- General der Infanterie Dietrich von Choltitz 7. Dezember 1942 – 5. März 1943
- General der Infanterie Wilhelm Schneckenburger 5. März 1943 – 7. September 1943
- General der Panzertruppe Erich Brandenberger 7. September 1943 – 21. November 1943
- General der Gebirgstruppe Hans Kreysing 21. November 1943 – 27. April 1944
- General der Infanterie Franz Beyer 27. April 1944 – 25. Mai 1944
- General der Gebirgstruppe Hans Kreysing 25. Mai 1944 – 28. Dezember 1944
- General der Pioniere Otto Tiemann 28. Dezember 1944 – 8. Mai 1945

## Zeitweise unterstellte Einheiten (nicht vollständig)

### Direkt unterstellte Korpseinheiten
- Artillerie-Kommandeur 7
- Artillerie-Kommandeur 44

- Korps-Nachrichten-Abteilung 66
- Korps-Nachschubtruppe 417

### Direkt unterstellte taktisch selbstständige Einheiten
(Zu unterschiedlichen Zeiten, nie mehr als drei Divisionen gleichzeitig)
- Infanterie-Divisionen: 7., 10., 26., 44., 45., 56., 62., 79., 113., 123., 125., 294., 296., 297., 298., 302., 306., 359.
- Gebirgs-Divisionen: 3.
- Jäger-Divisionen: 8.
- Panzer-Divisionen: 19. (Teile), 20.